# Akita (hond)
De Akita (Japans: 秋田犬; ook Akita Inu of Akita Ken genoemd) is een hondenras dat oorspronkelijk uit Japan afkomstig is. Het is door de FCI ingedeeld bij de "keeshonden en oertypen". Oorspronkelijk werd het ras gebruikt als jachthond op groot wild, tegenwoordig is het vooral een gezelschapsdier en waakhond.

## Geschiedenis
De Akita is het nationale ras van Japan. Hij is genoemd naar de prefectuur waaruit hij afkomstig is, namelijk Akita. Akita ligt in het noorden van Honshu. Oorspronkelijk was het een echte jachthond. De hond werd getraind voor de jacht op herten, zwijnen en beren. In het tijdperk van de samoerai vormde de Akita hun vaste metgezel. In het verleden is het dier ingezet bij hondengevechten, maar dat is sinds 1912 in Japan niet meer het geval. De sterke genegenheid ten opzichte van zijn baas heeft ertoe geleid dat de Akita een plaats is gaan innemen in de Japanse mythologie. Akita-beeldjes worden als teken van vriendschap en voorspoed geschonken, de hond wordt gezien als een geluksbrenger.
Na 1956 werd in de Verenigde Staten een afzonderlijke lijn gefokt. Deze werd door Japan niet erkend, waardoor geen uitwisseling mogelijk was tussen Japanse en Amerikaanse Akitafokkers. In 1996 werd de Amerikaanse Akita door de Fédération Cynologique Internationale (FCI) voorlopig erkend als Great Japanese dog in rasgroep 2. In 2006 heeft de FCI de hond als American Akita definitief in rasgroep 5 ondergebracht.

## Uiterlijk
De reuen hebben een schofthoogte van ongeveer 67 centimeter, de teven komen tot circa 61 centimeter. Drie centimeter meer of minder is geoorloofd bij dit ras. De kop is breed en krachtig, de hals sterk. Kenmerkend zijn de rechtopstaande, naar voren hellende oren en de opgekrulde staart, die meestal op de rug wordt gedragen. In Japan houdt men vast aan de kleurslagen rood, wit, gestroomd (brindle) en sesam (zeldzaam) waarbij een zwart masker niet is toegestaan. In andere landen houdt men er soms iets afwijkende maatstaven op na.

## Aard en opvoeding
De Akita is een onverstoorbare en goedwaakse hond. Hij blaft niet gauw en is trouw aan zijn baas en zijn gezin, hoewel hij door zijn onafhankelijke aard soms ook dominant kan zijn. Hieruit volgt dat hij een baas nodig heeft die strak de leiding in handen houdt en heel consequent is. Dit maakt dat het ras voor een beginnende hondenhouder minder geschikt is.
Om deze honden goed met andere honden, katten en vooral ook kinderen om te kunnen laten gaan, moeten ze hieraan al heel jong gewend raken. Op vreemden zal de hond gereserveerd reageren.

## Hachiko
De trouwheid van deze honden wordt duidelijk geïllustreerd in het volgende waargebeurde verhaal: de trouwe Akita Hachiko begeleidde dagelijks zijn baasje Hidesaburo Ueno (professor aan de Universiteit van Tokio), naar Station Shibuya en wachtte dan tot de trein wegreed. Elke middag ging hij weer terug naar het station om zijn baasje af te halen. Op zekere dag arriveerde de trein echter zonder zijn baasje in het station; professor Ueno was die dag aan een hartverlamming overleden. Hachiko keerde iedere middag terug naar het station om er op zijn baasje te wachten. Tot hij, 9 jaar later, zelf overleed. Nog voor zijn dood werd bij het station een standbeeld van Hachiko geplaatst.